# Octarrhena
Octarrhena es un género que tiene asignada unas 50 especies de orquídeas epifitas originarias de Sri Lanka, Malasia y oeste del Pacífico. 

## Etimología
El nombre botánico Octarrhena proviene de las palabras griegas octa = (ocho) y arrhen = estambre para indicar que tiene ocho polinias. 

## Descripción
Son especies diminutas de hábito epifita de Malasia con una gran mayoría de especies en Nueva Guinea, son pequeñas con cortos tallos y hojas agudas que florece en inflorescencias axilares. Las flores son muy pequeñas y se abren simultáneamente. Se caracteriza por tener ocho polinias. 

## Especies  deOctarrhena
- Octarrhena amesiana Schltr. (1911)
- Octarrhena angraecoides (Schltr.) Schltr. (1911)
- Octarrhena angustifolia (Schltr.) Schuit. (2003)
- Octarrhena angustissima (Schltr.) Schuit. (2003)
- Octarrhena aporoides (Schltr.) Schuit. (2003)
- Octarrhena aristata P.Royen (1979)
- Octarrhena bilabrata (P.Royen) W.Kittr. (1984 publ. 1985)
- Octarrhena brassii (L.O.Williams) Schuit. (2003)
- Octarrhena calceiformis (J.J.Sm.) P.Royen (1979)
- Octarrhena celebica Schltr. (1911)
- Octarrhena cladophylax (Rchb.f.) P.F.Hunt (1970)
- Octarrhena cordata P.Royen (1979)
- Octarrhena cucullifera J.J.Sm. (1915)
- Octarrhena cupulilabra P.Royen (1979)
- Octarrhena cylindrica J.J.Sm. (1917)
- Octarrhena cymbiformis J.J.Sm. (1929)
- Octarrhena elmeri (Ames) Ames (1915)
- Octarrhena ensifolia (Ames) Schltr. (1911)
- Octarrhena exigua Schltr. (1913)
- Octarrhena falcifolia (Schltr.) Schuit. (2003)
- Octarrhena filiformis (L.O.Williams) P.Royen (1979)
- Octarrhena firmula Schltr. (1913)
- Octarrhena gemmifera Ames (1915)
- Octarrhena gibbosa J.J.Sm. (1913)
- Octarrhena goliathensis J.J.Sm. (1911)
- Octarrhena gracilis (L.O.Williams) Schuit. (2003)
- Octarrhena hastipetala J.J.Sm. (1933)
- Octarrhena latipetala (J.J.Sm.) Schuit. (2003)
- Octarrhena lorentzii J.J.Sm. (1910)
- Octarrhena macgregorii (Schltr.) Schltr. (1913)
- Octarrhena miniata (Schltr.) Schltr. (1913)
- Octarrhena montana (Ridl.) Schltr. (1923)
- Octarrhena oberonioides (Schltr.) Schltr. (1911)
- Octarrhena obovata (J.J.Sm.) P.Royen (1979)
- Octarrhena parvula Thwaites (1861) - especie tipo
- Octarrhena platyrachis P.Royen (1979)
- Octarrhena podochiloides (Schltr.) Schuit. (2003)
- Octarrhena purpureiocellata P.Royen (1979)
- Octarrhena pusilla (F.M.Bailey) Dockrill (1992)
- Octarrhena reflexa (J.J.Sm.) Schuit. (2003)
- Octarrhena saccolabioides (Schltr.) Schltr. (1911)
- Octarrhena salmonea P.Royen (1979)
- Octarrhena spathulata (Schltr.) Schuit. (2003)
- Octarrhena tenuis (J.J.Sm.) J.J.Sm. (1913)
- Octarrhena teretifolia (Gilli) W.Kittr. (1984 publ. 1985)
- Octarrhena torricellensis Schltr. (1913)
- Octarrhena trigona (J.J.Sm.) P.Royen (1979)
- Octarrhena umbellulata Schltr. (1913)
- Octarrhena vanvuurenii J.J.Sm. (1917)
- Octarrhena vitellina (Ridl.) Schltr. (1923)
- Octarrhena wariana Schltr. (1913)